# 1970年の日本公開映画
- 映画 > 映画の一覧 > 年度別日本公開映画 > 1970年の日本公開映画
- 映画 > 1970年の映画 > 1970年の日本公開映画

1970年の日本公開映画（1970ねんのにほんこうかいえいが）では、1970年（昭和45年）1月1日から同年12月31日までに日本で商業公開された映画の一覧を記載。作品名の右の丸括弧内は製作国を示す。
記載の凡例については年度別日本公開映画#凡例を参照

## 作品一覧

### 1月
- 1日
  - ブラボー!若大将 （ 日本）
- 9日
  - 日本女侠伝 真赤な度胸花 （ 日本）
  - 不良番長 王手飛車 （ 日本）
- 15日
  - 男はつらいよ フーテンの寅 （ 日本）
  - クレージーの殴り込み清水港 （ 日本）
  - 座頭市と用心棒 （ 日本）
  - 社長学ABC （ 日本）
  - ミニミニ大作戦 （ イギリス /  アメリカ合衆国）
- 24日
  - イージー・ライダー （ アメリカ合衆国）
  - 復讐の用心棒 （ イタリア）
- 31日
  - 激戦地 （ イタリア /  スペイン /  ドイツ）
  - 血染の代紋 （ 日本）
  - 地の群れ （ 日本）

### 2月
- 4日
  - 冬のライオン （ イギリス）
- 7日
  - 結婚大追跡 （ イタリア）
  - 続・いそぎんちゃく （ 日本）
- 8日
  - 蝦夷館の決闘 （ 日本）
- 14日
  - 地獄の艦隊 （ イギリス）
- 21日
  - 明日に向って撃て! （ アメリカ合衆国）
  - 女賭博師壷くらべ （ 日本）
  - 玄海遊侠伝 破れかぶれ （ 日本）
  - 極悪坊主 念仏三段斬り （ 日本）
  - ジュリアス・シーザー （ イギリス）
  - 鉄火場慕情 （ 日本）
  - 任侠興亡史 組長と代貸 （ 日本）
  - モスキート爆撃隊 （ イギリス）
  - やくざ非情史 血の決着 （ 日本）
- 25日
  - 暗くなるまでこの恋を （ フランス）
- 27日
  - アッと驚く為五郎 （ 日本）
  - 新・男はつらいよ （ 日本）
- 28日
  - くちづけ （ アメリカ合衆国）
  - 続・社長学ABC （ 日本）
  - 幕末 （ 日本）

### 3月
- 5日
  - 関東テキヤ一家 喧嘩仁義 （ 日本）
  - 緋牡丹博徒 お竜参上 （ 日本）
- 7日
  - あばれ丁半 （ 日本）
  - 斬り込み （ 日本）
  - 七人の特命隊 （ イタリア /  スペイン）
- 14日
  - 水滴 (しずく) （ イギリス）
- 15日
  - 兇状流れドス （ 日本）
- 17日
  - 東映まんがまつり （ 日本）
    - タイガーマスク
    - ちびっ子レミと名犬カピ
    - チュウチュウバンバン
    - ひみつのアッコちゃん バンザイ!ペットくん
- 21日
  - 東宝チャンピオンまつり （ 日本）
    - アタックNo.1
    - 巨人の星_大リーグボール
    - キングコング対ゴジラ
    - やさしいライオン

  - レマゲン鉄橋 （ アメリカ合衆国）

### 4月
- 4日
  - おんな極悪帖 （ 日本）
  - シシリアン （ フランス）
- 11日
  - 地獄に堕ちた勇者ども （ イタリア）
- 18日
  - 残酷おんな情死 （ 日本）
  - 大空港 （ アメリカ合衆国）
- 25日
  - 砂丘 （ イタリア）

### 5月
- 1日
  - 関東テキヤ一家 天王寺の決斗 （ 日本）
  - でんきくらげ （ 日本）
- 2日
  - 女番長 野良猫ロック （ 日本）
  - …チック…チック…チック （ アメリカ合衆国）
  - 夜の刑事 （ イタリア）
- 9日
  - 恋する女たち （ イギリス）
- 13日
  - 日本ダービー 勝負 （ 日本）
- 16日
  - 花の特攻隊 あゝ戦友よ （ 日本）
- 20日
  - スタントマン （ イタリア /  フランス）
- 23日
  - やくざ刑事 （ 日本）

### 6月
- 6日
  - 影の車 （ 日本）
- 10日
  - 女秘密調査員 唇に賭けろ （ 日本）
  - 鮮血の記録 （ 日本）
- 12日
  - ワイルド・エンジェル （ アメリカ合衆国）
- 13日
  - 喜劇 負けてたまるか! （ 日本）
  - 三匹の牝蜂 （ 日本）
  - 日本一のヤクザ男 （ 日本）
  - ボルサリーノ （ フランス）
- 18日
  - サインはV （ 日本）
- 19日
  - トパーズ （ アメリカ合衆国）
- 20日
  - 姉妹（ イタリア、 フランス）
  - チャレンジャー （ アメリカ合衆国）
- 27日
  - 赤いリボンに乾杯! （ アメリカ合衆国）
  - エミールと探偵たち （ アメリカ合衆国）
  - パットン大戦車軍団 （ アメリカ合衆国）

### 7月
- 1日
  - 風の慕情 （ 日本）
  - 太陽の王子 ファラオ （ ポーランド）
  - 花の不死鳥 （ 日本）
  - 夜のいそぎんちゃく （ 日本）
- 4日
  - 悲しみの天使 （ フランス）
- 10日
  - M★A★S★H マッシュ （ アメリカ合衆国）
- 11日
  - 女の警察 乱れ蝶 （ 日本）
  - やくざ絶唱 （ 日本）
  - ヨーロッパの解放 ( ソビエト連邦)
- 17日
  - 王女メディア （ イタリア、 フランス、 西ドイツ）
- 18日
  - 暁の出撃 （ アメリカ合衆国）
  - 恋の大冒険（ 日本）
  - サインはV（ 日本）
- 19日
  - 東映まんがまつり （ 日本）
    - 海底3万マイル
    - タイガーマスク ふく面リーグ戦
    - ひみつのアッコちゃん 涙の回転レシーブ
    - もーれつア太郎 ニャロメの子守歌
    - 柔道一直線
- 22日
  - あしたのジョー(実写版) （ 日本）
  - 反逆のメロディー （ 日本）
- 25日
  - 姿三四郎 （ 日本）

### 8月
- 1日
  - 東宝チャンピオンまつり （ 日本）
    - アタックNo.1_涙の回転レシーブ
    - 巨人の星_宿命の対決
    - ゲゾラ・ガニメ・カメーバ 決戦!南海の大怪獣
    - みにくいあひるの子

  - 野良猫ロック ワイルド・ジャンボ （ 日本）
- 8日
  - 無常 （ 日本）
- 12日
  - 座頭市あばれ火祭り （ 日本）
  - スパルタ教育くたばれ親父 （ 日本）
- 14日
  - 温泉こんにゃく芸者 （ 日本）
  - 新網走番外地 大森林の決斗 （ 日本）
  - 戦争と人間 第一部 運命の序曲 （ 日本）
- 26日
  - 男はつらいよ 望郷篇 （ 日本）
  - なにがなんでも為五郎 （ 日本）

### 9月
- 1日
  - 野良猫ロック セックス・ハンター （ 日本）
- 15日
  - クレオパトラ （ 日本）
- 19日
  - サテリコン （ イタリア）
- 22日
  - 昭和残侠伝 死んで貰います （ 日本）
- 25日
  - トラ・トラ・トラ! （ アメリカ合衆国 /  日本）
- 26日
  - いちご白書 （ アメリカ合衆国）
  - 1000日のアン （ イギリス）
- 30日
  - 異常な快楽 （ アメリカ合衆国）
  - ひまわり （ イタリア）
  - 要塞 （ アメリカ合衆国 /  イタリア）

### 10月
- 3日
  - いちどは行きたい女風呂 （ 日本）
  - 彼女について私が知っている二、三の事柄 （ フランス /  イタリア）
  - 喜劇 男売ります （ 日本）
  - しびれくらげ （ 日本）
- 10日
  - 燃える戦場 （ アメリカ合衆国）
- 14日
  - おんな牢秘図 （ 日本）
  - ネオン警察 ジャックの刺青 （ 日本）
- 17日
  - やくざ刑事 マリファナ密売組織 （ 日本）
- 24日
  - 高校生番長 深夜放送 （ 日本）
  - 砂漠の流れ者/ケーブル・ホーグのバラード （ アメリカ合衆国）
  - 新宿アウトロー ぶっ飛ばせ （ 日本）
  - 続・夜の大捜査線 （ アメリカ合衆国）
- 31日
  - チザム （ アメリカ合衆国）

### 11月
- 7日
  - アリスのレストラン （ アメリカ合衆国）
  - カラビニエ （ フランス）
- 12日
  - おさな妻 （ 日本）
  - 男の闘い （ アメリカ合衆国）
  - 女子学園 悪い遊び （ 日本）
- 14日
  - 喧嘩屋一代 どでかい奴 （ 日本）
  - 大洋のかなたに （ アメリカ合衆国）
  - 土忍記 風の天狗 （ 日本）
- 21日
  - Z （ フランス /  アルジェリア）
- 22日
  - 野良猫ロック マシン・アニマル （ 日本）
- 24日
  - 母（ ソビエト連邦）[1]
- 25日
  - モンテ・ウォルシュ （ アメリカ合衆国）
- 28日
  - 大河のうた （ インド）

### 12月
- 3日
  - 日本侠客伝 昇り龍 （ 日本）
- 5日
  - この愛にすべてを （ アメリカ合衆国）
  - 殺しの接吻 （ アメリカ合衆国）
  - ネオン警察 女は夜の匂い （ 日本）
  - 皆殺しのスキャット （ 日本）
- 8日
  - かわいい女 （ アメリカ合衆国）
  - ひとりぼっちの青春 （ アメリカ合衆国）
- 12日
  - 仁義 （ フランス /  イタリア）
  - チャイコフスキー （ ソビエト連邦）
  - …YOU… （ アメリカ合衆国）
- 15日
  - 女子学園 ヤバい卒業 （ 日本）
- 19日
  - 狼の挽歌 （ イタリア）
  - 西部悪人伝 （ イタリア /  スペイン）
  - 東宝チャンピオンまつり （ 日本）
    - アタックNo.1
    - 昆虫物語 みなしごハッチ
    - モスラ対ゴジラ
    - 柔の星

  - 野性の少年 （ フランス）
  - ワーテルロー （ イタリア /  ソビエト連邦）
- 26日
  - 戦略大作戦 （ アメリカ合衆国）
- 29日
  - テニス靴をはいたコンピューター （ アメリカ合衆国）
- 31日
  - 日本一のワルノリ男 （ 日本）